# Charles Trevelyan (1er baronnet)
Pour les articles homonymes, voir Trevelyan.
Charles Edward Trevelyan, 1er baronnet, né le 2 avril 1807 et mort le 19 juin 1886, est un haut fonctionnaire et administrateur colonial de l'Empire Britannique.

## Biographie
Jeune homme, il travaille pour le gouvernement colonial à Calcutta, en Inde. De retour en Angleterre il est nommé au poste de secrétaire assistant du trésor. Pendant cette période il influence lourdement la réponse inadéquate du gouvernement à la crise de la grande famine en Irlande (1845-1852). Son aveuglement contribuera à la mort d'un million d'Irlandais et à l'émigration de deux autres millions.